# Urban Comics
Urban Comics est une maison d'édition filiale de Dargaud créée en 2011, spécialisée dans l'édition de bande dessinées. Elle publie des comics issus de l'éditeur américain DC Comics, et de sa filiale Vertigo. Elle publie chaque mois à la fois en librairie et en kiosque.

## Historique

### Création et lancement
Lors de l’été 2011, après plus de cinq ans d’exploitation, Panini Comics perd la licence des titres DC. Celle-ci est rachetée par Media Participations, maison mère de Dargaud. En septembre 2011, le nom de la nouvelle filiale est dévoilé. Urban Comics est créé avec une équipe éditoriale de 5 personnes. François Hercouët est nommé directeur éditorial (après avoir travaillé sur la collection « Contrebande » chez Delcourt). Il est assisté par Yann Graf, assistant éditorial. Il est accompagné de Pôl Scorteccia (ancien directeur éditorial au Lombard) qui occupe le poste de directeur du label. Il est lui-même assisté par Anne Bouvet, assistante de direction. Charlène Lecaque est, quant à elle, responsable de la communication (responsable marketing et internet du label),.
Le tout nouvel éditeur démarre avec un handicap et un avantage. Les titres DC ont eu une édition très chaotique en France depuis le début des années 1980. Ils font également partie d’un monde très confus et d’une continuité qui dure depuis plus de 75 ans. Mais en septembre 2011, DC Comics relance son univers avec The New 52. Tous ses titres redémarrent avec un numéro 1. Le lancement des titres d’Urban va pouvoir se réaliser avec une toute nouvelle continuité. La sortie et le succès du film The Dark Knight Rises va également profiter aux titres Batman.

### Les débuts
Pour faciliter la lisibilité de son catalogue auprès des lecteurs, Urban a créé 3 collections principales : « DC Archives » qui regroupe les œuvres de 1936 à 1985, « DC Classiques » pour la période 1985-2011 et « DC Renaissance » pour les titres démarrant en 2011 jusqu’à 2016, ; se rajoute par la suite « DC Rebirth » pour les nouveaux titres de 2016 jusqu’à aujourd’hui. En reprenant la suite de Panini, Urban fait plusieurs choix. Certaines séries démarrées et non finies par Panini se voient stoppées, comme Brightest Day, tandis que d’autres, comme les séries Vertigo (Fables, Scalped, DMZ, 100 Bullets), sont reprises par Urban. L’éditeur fait le choix de les continuer au même format souple qu’utilisait Panini pour ne pas pénaliser les lecteurs qui suivent ces séries. En parallèle, il réédite le début avec un nouveau découpage et au format cartonné pour attirer de nouveaux lecteurs. Il va jusqu’à solliciter les traducteurs d’origine des séries à finaliser pour garder la continuité du titre en français. Ainsi Jérémy Manesse finira son travail sur 100 Bullets.
Le 20 janvier 2012 sort son premier titre, une réédition Deluxe (légèrement plus grande que le format habituel) de Watchmen en reprenant la traduction originale de Jean-Patrick Manchette. En février 2012, de nouvelles sorties en librairies suivent, ainsi que les premières éditions kiosques avec la saga Flashpoint et Batman Showcase. En avril, Urban acquiert les droits de Saga de l’éditeur Image Comics. En juillet, il lance une nouvelle collection, « DC Nemesis », avec le titre La Revanche de Bane, en parallèle de la sortie du film The Dark Knight Rises.

### Développement du catalogue et communication
L’année suivante, il continue à développer son catalogue avec des titres indépendants (de DC Comics) dans la collection « Urban Indies ». De bons résultats permettent à Urban d’agrandir son équipe avec de nouvelles assistantes éditoriales. Une nouvelle collection, « Urban Book », dédiée aux artbooks, est lancée avec Superman: Cover to Cover. En novembre, profitant de la popularité de la série Arrow, il lance Green Arrow : Année Un.
En 2014, Urban propose des éditions noir et blanc de certains titres Batman pour fêter les 75 ans du personnage. Ces tomes sont produits avec un tirage limité à 3 000 exemplaires. Toujours dans le cadre des 75 ans de Batman, Urban s’associe avec le journal Le Soir pour proposer plusieurs comics dédiés à ce héros pour le lectorat belge.
En mai 2015, l'éditeur se joint au Free Comic Book Day en proposant Futures End #0 de DC et Wytches #1 pour les indépendants.
En 2016, DC recrée son univers avec DC Rebirth. Les premiers titres arrivent en France en juin 2017.
En mai 2018, l’éditeur annonce la création d’une nouvelle collection : « DC Black Label ». Le premier titre est Batman: White Knight qui sort en octobre 2018, suivi par Batman: Damned (en) de Lee Bermejo en octobre 2019.

## Publications

### Librairie

#### DC Comics
- Anthologies, sur des collections, auteurs
- Animal Man
- Aquaman
- Batman
- Batgirl
- Joker
- Batwoman
- Catwoman
- Flash
- Green Arrow
- Green Lantern
- Justice League
- Harley Quinn
- Nightwing
- Suicide Squad
- Supergirl
- Superman
- Swamp Thing
- Watchmen
- Wonder Woman

#### Vertigo
- 100 Bullets, où un mystérieux personnage arme des gens ordinaires pour leur permettre de se venger de ceux qui ont pourri leurs vies
- American Vampire, l'histoire d'un vampire américain d'un nouveau genre à travers différentes époques des États-Unis
- DMZ, l'aventure d'un journaliste égaré dans la zone démilitarisée d'une guerre civile en plein New York
- Fables, la série narrant les aventures de personnages de contes de fées, vivant parmi nous à notre époque
- Hellblazer, les enquêtes de John Constantine (personnage créé par Alan Moore dans le comics Swamp Thing, spécialiste de l'occultisme, qui ont inspiré le film Constantine
- Les Seigneurs de Bagdad, fable sur la guerre, réalisée par Brian Vaughan et par Niko Henrichon, dont les héros sont des lions
- The Sandman, le personnage créé par Neil Gaiman, qui est la personnification du Rêve
- Scalped, violence et corruption au sein d'une réserve indienne
- V pour Vendetta, scénarisé par Alan Moore et dessiné par David Lloyd
- Nou3, sur un scénario de Grant Morrison
- Y, The Last Man, sur un scénario de Brian Vaughan
- Daytripper, sur un scénario de Gabriel Bá et Fabio Moon
- Jack of Fables, spin-off de la série Fables
- Joe l'Aventure Intérieure, sur un scénario de Grant Morrison
- Top Ten, scénarisé par Alan Moore et dessiné par Gene Ha
- Soldat inconnu
- Northlanders, scénarisé par Brian Wood, raconte l'épopée des vikings.
- Transmetropolitan, scénarisé par Warren Ellis

#### Indies
- Casanova, entre voyages temporels et organisations secrètes
- Saga, une épopée épique entre science-fiction et héroic-fantasy
- Severed, au XXe siècle, le mal rôde, et ce mal, le jeune Jack Garron l’a rencontré

#### Collections
- DC Anthologie
- DC Archives
- DC Beyond
- DC Black Label
- DC Classiques
- DC Confidential
- DC Deluxe
- DC Essentiels
- DC Kids
- DC Nemesis
- DC Premium
- DC Rebirth
- DC Renaissance
- DC Signatures
- Mad présente…
- Urban 5 ans
- Urban Books
- Urban Cult
- Urban Games
- Urban Graphic
- Urban Indies
- Urban Kids
- Urban Series
- Urban Strips
- Urban
- Urban Nomad
- Vertigo Classiques
- Vertigo Deluxe
- Vertigo Essentiels
- Vertigo Signatures

### Kiosque

#### Publications en cours
- Batman Bimestriel, juillet 2019 - en cours

#### Publications terminées
- Batman Rebirth, 24 numéros, juin 2017 - mai 2019
- Batman Saga, 45 numéros, 2012-2016
- Batman Saga Hors-Série, 8 numéros, 2012 - 2015
- Batman Showcase, 2 numéros, 2012
- Batman Univers, 14 numéros, 2016 - 2017
- Batman Univers Hors Série, 5 numéros, 2016 - 2017
- Before Watchmen, 7 numéros, 2013 - 2014
- DC Saga, 18 numéros, 2012 - 2013
- DC Saga Hors-Série, 3 numéros, 2013
- DC Saga Présente, 4 numéros, 2014
- Flashpoint, 3 numéros, 2012
- Green Lantern Saga, 34 numéros, 2012 - 2015
- Green Lantern Saga Hors-Série, 1 numéro, 2012
- Green Lantern Showcase, 2 numéros, 2012
- Justice League Rebirth, 16 numéros, juin 2017 - septembre 2018
- Justice League Saga, 28 numéros, 2013 - 2016
- Justice League Saga Hors-Série, 2 numéros, 2015
- Justice League Univers, 13 numéros, 2016 - 2017
- Justice League Univers Hors Série, 4 numéros, 2016 - 2017
- Récit Complet Batman, 12 numéros, juin 2017 - avril 2019
- Récit Complet Justice League, 13 numéros, mai 2017 - mai 2019
- Suicide Squad Rebirth, 15 numéros, juillet 2017 - septembre 2018
- Superman Saga, 26 numéros, 2014 - 2016
- Superman Saga Hors-Série, 3 numéros, 2014 - 2015
- Superman Univers, 12 numéros, 2016 - 2017
- Superman Univers Hors Série, 5 numéros, 2016 - 2017

## Tirages et chiffres de ventes
En 2015, la vente de bandes dessinées (franco-belge, mangas et comics) représentait 10 % des ventes de livres en France. Dès la fin de sa première année d’existence, Urban réussit à s’imposer et représente 0,8 % des parts de vente en nombre d’albums vendus en France métropolitaine. Il va à chaque fois doubler ce chiffre les 2 années suivantes pour atteindre les 3 % en 2015. Sur le marché du comics en librairies, il est passé de 0 % à 27 % en l’espace de trois ans, devenant le deuxième éditeur du marché (juste derrière Delcourt, détenteur des droits de Walking Dead) et devant Panini, éditeur majeur depuis plus de 10 ans.
Malgré cette réussite, les chiffres des tirages d’Urban sont très loin des 1 600 000 albums vendus du dernier Astérix. Dans le domaine des comics, c’est The Walking Dead qui, profitant du succès de la série télévisée, possède le tirage le plus élevé. Le tirage de chaque tome est compris entre 120 000 (en 2014) et 100 000 exemplaires (en 2016).

### Année 2012
Pour sa première année d’existence, Urban propose un tirage de 25 000 exemplaires sur les différents titres Batman. Les 5 magazines édités en kiosques sont tirés à 19 000 exemplaires.

### Année 2013
Parmi les ventes de BD (tout confondu) aucun comics ne ressort vraiment. Chez Urban Comics, seuls certains titres de Batman avoisinent un tirage de 20 000 exemplaires. Les magazines édités en kiosques ont des tirages compris entre 15 000 et 19 000 exemplaires.

### Année 2014
Pour 2014, c’est toujours les titres Batman qui profitent d’un tirage de 25 000 exemplaires. Les éditions kiosques varient entre 23 000 et 17 200 exemplaires.
Urban réalise une bonne vente avec le roman graphique Daytripper. Sorti en avril 2012, 20 000 exemplaires étaient vendus au début de l’année.

### Année 2015
En 2015, Batman conserve un tirage de 25 000 exemplaires. Le premier tome de la série Harley Quinn obtient un tirage de 20 000 ex. Les magazines kiosques ont des tirages compris entre 14 000 et 19 000 exemplaires.
La surprise de l’année 2015 est Injustice, série tirée du jeu vidéo, qui totalise un total de 60 000 exemplaires écoulés sur l’ensemble de la série.

### Année 2016
Batman reste le personnage phare avec un tirage de 25 000 exemplaires. Les séries Harley Quinn et Suicide Squad sont à 20 000 exemplaires et profitent de la sortie du film Suicide Squad en août. Les magazines kiosques ont des tirages compris entre 17 000 et 21 000 exemplaires.

### Année 2017
La surprise de début d'année est Batman et les Tortues Ninja avec 5 000 exemplaires écoulés en 5 semaines.
À long terme, le premier tome du titre phare, Batman (de Snyder et Capullo) a dépassé les 80 000 exemplaires vendus au début de l'année. La série complète (7 tomes) dépasse les 600 000 exemplaires. Le tome de Watchmen dépasse les 60 000 exemplaires en 5 ans d'exploitation et le tome un de Sandman (édité en 2012) est à plus de 15 000 exemplaires vendus.
La série Hellblazer tourne avec 5 000 albums vendus par tome. Ainsi Garth Ennis présente Hellblazer (3 tomes, 2015-2016) est à 15 000 exemplaires vendus. Plus 5 000 exemplaires pour Warren Ellis présente Hellblazer.